# 下大和橋
下大和橋(しもやまとばし)は、大阪市中央区の道頓堀川に架けられた橋（道路橋）。大阪市中央区道頓堀1丁目と中央区島之内2丁目を結んでいる。道頓堀川の最上流に架かる橋梁である。
土木学会関西支部による「浪速の名橋50選」に選定されている。

## 概要
江戸時代、橋の周辺は舟宿街として賑わい、近松門左衛門の戯曲「生玉心中」の舞台ともなった。
この辺りには、大和橋と中橋の二橋が架かっていたが、宝暦年間に大和橋が廃され、道頓堀川に注ぐ東横堀川に、上大和橋が架けられたことにより、中橋が下大和橋となった。
架橋以来木橋であったが、1928年（昭和3年)に永久橋に置き換えられ、1987年（昭和62年)に現在の橋に架け替えられた。